# Marshall Faulk
Marshall William Faulk (New Orleans, 26 febbraio 1973) è un ex giocatore di football americano statunitense che ha militato nel ruolo di running back nella National Football League per gli Indianapolis Colts e i St. Louis Rams.
Attualmente lavora come analista per NFL Total Access, Thursday Night Football e NFL GameDay Morning su NFL Network. Faulk ha giocato a football al college per la San Diego State University, prima di essere scelto dagli Indianapolis Colts nel Draft NFL 1994. Dopo la stagione 1998, Faulk fu scambiato coi St. Louis Rams. La stagione successiva vinse il Super Bowl XXXIV e nel 2000 vinse il premio di miglior giocatore della lega.
Marshall è uno dei tre soli giocatori (con Marcus Allen e Tiki Barber) ad aver corso almeno 10.000 yard e ad averne ricevute altre 5.000 su passaggio in carriera e l'unico ad avere oltre 12.000 yard corse e 6.000 yard ricevute. Le sue sette conversioni da due punti sono un record NFL.  Le sue 5 gare con più di 250 yard dalla linea di scrimmage e le 14 gare con più di 200+ yard dalla linea di scrimmage sono anch'essi di record NFL. Marshall Faulk è inoltre l'unico giocatore ad aver segnato più di 70 TD su corsa e più di 30 su ricezione.

## Carriera professionistica
Faulk fu scelto dagli Indianapolis Colts come secondo assoluto nel Draft 1994. Dopo aver giocato 5 stagioni di alto livello coi Colts fu scambiato coi St. Louis Rams nel 1999. Marshall con la nuova squadra mise a referto alcune delle migliori statistiche nelle yard totali della storia della NFL. Quell'anno Indianapolis terminò con un record di 13-3 ma uscì al primo turno dei playoff mentre i Rams alla fine vinsero il Super Bowl XXXIV. Faulk guidò l'attacco dei Rams guadagnando un totale di 2.429 yard dalla linea di scrimmage, eclissando il record di Barry Sanders di 2.358 yards stabilito nel 1997. Con 1.381 yard corse (a una superba media di 5,5 yard a portata) e 1.048 yard ricevute, Faulk si unì a Roger Craig come gli unici uomini ad aver superato le mille yard stagionali in entrambe le categorie. Per queste prestazioni fu nominato miglior giocatore offensivo dell'anno e convocato per il Pro Bowl del 2000.
Faulk fu nominato MVP della NFL nel 2000 e per la seconda volta giocatore offensivo dell'anno. Egli corse 1.359 yard in 14 gare e stabilì un nuovo record NFL con 26 touchdown totali, un record che sarebbe però presto stato battuto prima da Priest Holmes, poi da Shaun Alexander e infine da LaDainian Tomlinson nel 2006 (anche se è degno di nota che Faulk saltò due gare nel 2000). Faulk segnò 18 touchdown su corsa, stabilendo un nuovo record di franchigia, e 8 su ricezione. Inoltre superò ancora le 5 yard di media a portate, questa volta con 5,4.
Dal 1999 al 2001 Marshall Faulk ebbe forse le migliori stagioni consecutive della storia della NFL. In quell'arco di tempo segnò 59 touchdown totali, con 6.765 yard guadagnate in attacco (4.122 su corsa e 2.643 su ricezione) venendo premiato per tre volte consecutive come miglior giocatore offensivo dell'anno. Fu inoltre convocato per il Pro Bowl e inserito nella formazione ideale della stagione All-Pro in ognuno di quegli anni.
A causa di un infortunio al ginocchio, Faulk non giocò la stagione 2006. Durante quella stagione divenne un analista per NFL Network. Faulk annunciò il 26 marzo 2007 che si sarebbe ritirato dal football all'annuale meeting dei proprietari NFL. Il numero 28 di Faulk venne ritirato dai St. Louis Rams il 20 dicembre 2007. Fu inserito nella Pro Football Hall of Fame nel 2011 e nella College Football Hall of Fame nel 2017.

## Palmarès

### Franchigia
- Super Bowl : 1

St. Louis Rams: Vincitore del Super Bowl XXXIV
- National Football Conference Championship: 2

St. Louis Rams: 1999, 2001

### Individuale
- MVP della NFL: 1

2000
- MVP del Pro Bowl: 1

1994
- Miglior giocatore offensivo dell'anno della NFL: 3 (record)

1999, 2000, 2001
- Convocazioni al Pro Bowl: 7

1994, 1995, 1998, 1999, 2000, 2001, 2002
- First-Team All-Pro: 3

1999, 2000, 2001
- Second-Team All-Pro: 3

1994, 1995, 1998
- Rookie offensivo dell'anno - 1994
- PFWA All-Rookie Team - 1994
- Bert Bell Award: 1

2001
- Leader della NFL in touchdown su corsa: 1

2000
- Pro Football Hall of Fame (classe del 2011)
- College Football Hall of Fame (classe del 2017)
- Club delle 10.000 yard corse
- Decimo di tutti i tempi nelle yard corse
- Classificato al #70 tra i migliori cento giocatori di tutti i tempi da NFL.com
- MVP dei Rams: 3

1999, 2000, 2001
- Numero 28 ritirato dai Los Angeles Rams
- Numero 28 ritirato dai San Diego State Aztecs

## Statistiche
Stagione regolare
| Anno   | Squadra            | P   | PT  | Ten   | Yard   | Media | Max | TD  | 20+ | FD  |
| ------ | ------------------ | --- | --- | ----- | ------ | ----- | --- | --- | --- | --- |
| 1994   | Indianapolis Colts | 16  | 16  | 314   | 1282   | 4.1   | 52  | 11  | 12  | 58  |
| 1995   | Indianapolis Colts | 16  | 16  | 289   | 1078   | 3.7   | 40  | 11  | 6   | 68  |
| 1996   | Indianapolis Colts | 13  | 13  | 198   | 587    | 3.0   | 43  | 7   | 1   | 41  |
| 1997   | Indianapolis Colts | 16  | 16  | 264   | 1054   | 4.0   | 45  | 7   | 7   | 65  |
| 1998   | Indianapolis Colts | 16  | 15  | 324   | 1319   | 4.1   | 68  | 6   | 5   | 62  |
| 1999   | St. Louis Rams     | 16  | 16  | 253   | 1381   | 5.5   | 58  | 7   | 9   | 65  |
| 2000   | St. Louis Rams     | 14  | 14  | 253   | 1359   | 5.4   | 36  | 18  | 6   | 78  |
| 2001   | St. Louis Rams     | 14  | 14  | 260   | 1382   | 5.3   | 71  | 12  | 8   | 70  |
| 2002   | St. Louis Rams     | 14  | 10  | 212   | 953    | 4.5   | 44  | 8   | 5   | 51  |
| 2003   | St. Louis Rams     | 11  | 11  | 209   | 818    | 3.9   | 52  | 10  | 5   | 49  |
| 2004   | St. Louis Rams     | 14  | 14  | 195   | 774    | 4.0   | 40  | 3   | 2   | 45  |
| 2005   | St. Louis Rams     | 16  | 1   | 65    | 292    | 4.5   | 20  | 0   | 1   | 15  |
| 2006   | St. Louis Rams     | 0   | 0   | 0     | 0      | 0.0   | 0   | 0   | 0   | 0   |
| TOTALE |                    | 176 | 156 | 2.836 | 12.279 | 4.3   | 71  | 100 | 67  | 667 |